# Bach Cantatas Website
Die Bach Cantatas Website (BCW) ist weltweit die größte und bedeutendste interaktive Online-Themenseite zu Johann Sebastian Bach und seinem Werk. Die Seite wurde im Dezember 2000 von dem israelischen Staatsbürger Aryeh Oron gegründet und wird von ihm weiter als Webmaster betrieben. Sie ist ein internationales Gemeinschaftsprojekt, das aus verschiedenen Beiträgen zum Thema Johann Sebastian Bach zusammengestellt wurde und weiter zusammengestellt wird, die an die Bach-Mailing-Listen des Projektes gesendet wurden.

## Inhalt
Die BCW beleuchtet umfassend alle Aspekte der Kantaten von Johann Sebastian Bach wie auch seiner anderen Vokalwerke und manche seiner Instrumentalwerke. Sie enthält zu jedem Bach-Werk eine detaillierte Diskografie, Diskussionen, Interpreten und allgemeine Informationen. Zudem enthält die BCW die originalen Bach-Texte und Übersetzungen, Partituren, Musikbeispiele sowie Artikel und Interviews zu dem jeweiligen Werk. Auf der BCW werden zudem mehr als 8000 Kurzbiografien von Interpreten von Bachs Vokalwerken und Spielern seiner Tasten- und Lautenwerke sowie Informationen zu mit Bach verbundenen Dichtern und Komponisten geboten.

## Rechtliches, Organisatorisches und Technisches
Der Service der BCW bietet ein beschränktes, widerrufliches, nicht exklusives, persönliches, nicht unterlizenzierbares, nicht übertragbares, nicht abtretbares Nutzungsrecht der Bach-Cantatas Webseite. Der Nutzer kann die BCW unangemeldet nutzen oder sich für das Projekt mit einem Benutzernamen registrieren und dabei an Diskussionen zum Thema teilnehmen. Der Service dient ausschließlich Bildungs-, Studien- und Forschungszwecken. Der Service darf explizit nicht zur Verfolgung kommerzieller Zwecke genutzt werden.
Seit 2017 ist die BCW auch für mobile Endgeräte ausgelegt.

## Andere Bach-Websites
Es gibt zahlreiche weitere Websites, die das Werk Johann Sebastian Bachs oder seine Kantaten behandeln, darunter die noch im Aufbau befindlichen Projekte All of Bach der Nederlandse Bachvereniging und Bachipedia der J. S. Bach-Stiftung, die nicht nur Informationen zu den Werken, sondern auch Videos von Aufführungen kostenfrei zur Verfügung stellen.